# 英國地形測量局
英國地形測量局（英語：Ordnance Survey，OS）是英國一個行政機構，直屬社區及本地行政部；主要專責大不列顛島公共地圖製作，並是全世界最大地圖製作商之一。

## 起源
英國地形測量局起源自1747年。 當時英皇喬治二世鑑於兩年前雅各賓黨起義原因，委任一隊軍事測繪團測量蘇格蘭高地。 而首次全國性測量監督，等候至1790至1791年英國軍需處(Board of Ordnance；英國國防部的前身)，為預防法國入侵，由威廉·羅伊利用倫敦至巴黎的南北基線(baseline)從英格蘭南岸開始使用經緯儀測量全國。 英國郵政在1991年發行一套以根德郡城鎮哈姆斯特里特為主題的全國測量二百年紀念郵票。
首套一吋對一英浬（1:63,360比例）根德郡地圖在1801年出版； 艾塞克斯稍後發行。 這行累垮全國性1:63,360比例地圖測量，在二十年後只完成英格蘭及威爾士三分之一的面積。湯瑪斯·弗雷德里克·柯爾比陸軍少校曾在1819年使用22天，步行586英浬；5年後並帶其部下至愛爾蘭進行六吋對一英浬（1:10,560比例）的物業評估測量。
稍後成為英國地形測量局局長的Thomas Colby，不只聚精會神地協助專門測量儀器設計外，並成立一套地點名稱收集系統；及重組地圖繪製方式令產品更清晰和準確。 Thomas Colby本人有團隊精神，並經常親自率隊出外進行測量、紮營、及安排乾果布丁派對慶祝某測量完成。
自首批愛爾蘭地圖在1830年代中發行後，《什一稅通訊法》下令當局繪製英格蘭及威爾士境內類同的六英吋測量。 經過官方支吾後，鐵路的發展的壓力，迫使國會通過《1841年地形測量法》，在測量用途下給予增加產業的權利。 隨著位於倫敦塔總部的1841年火警後，英國地形測量局為了單一比例尺使用而爭吵數年。 當時的局長，Sir Henry James陸軍少將提倡使用攝影技術，廉價及容易地繪製多種比例的地圖。
1841年火警後的英國地形測量局總部，被移至英格蘭南安普頓伦敦路上；25比1英浬的全國性測量終在1895年大功告成。

## 20世紀

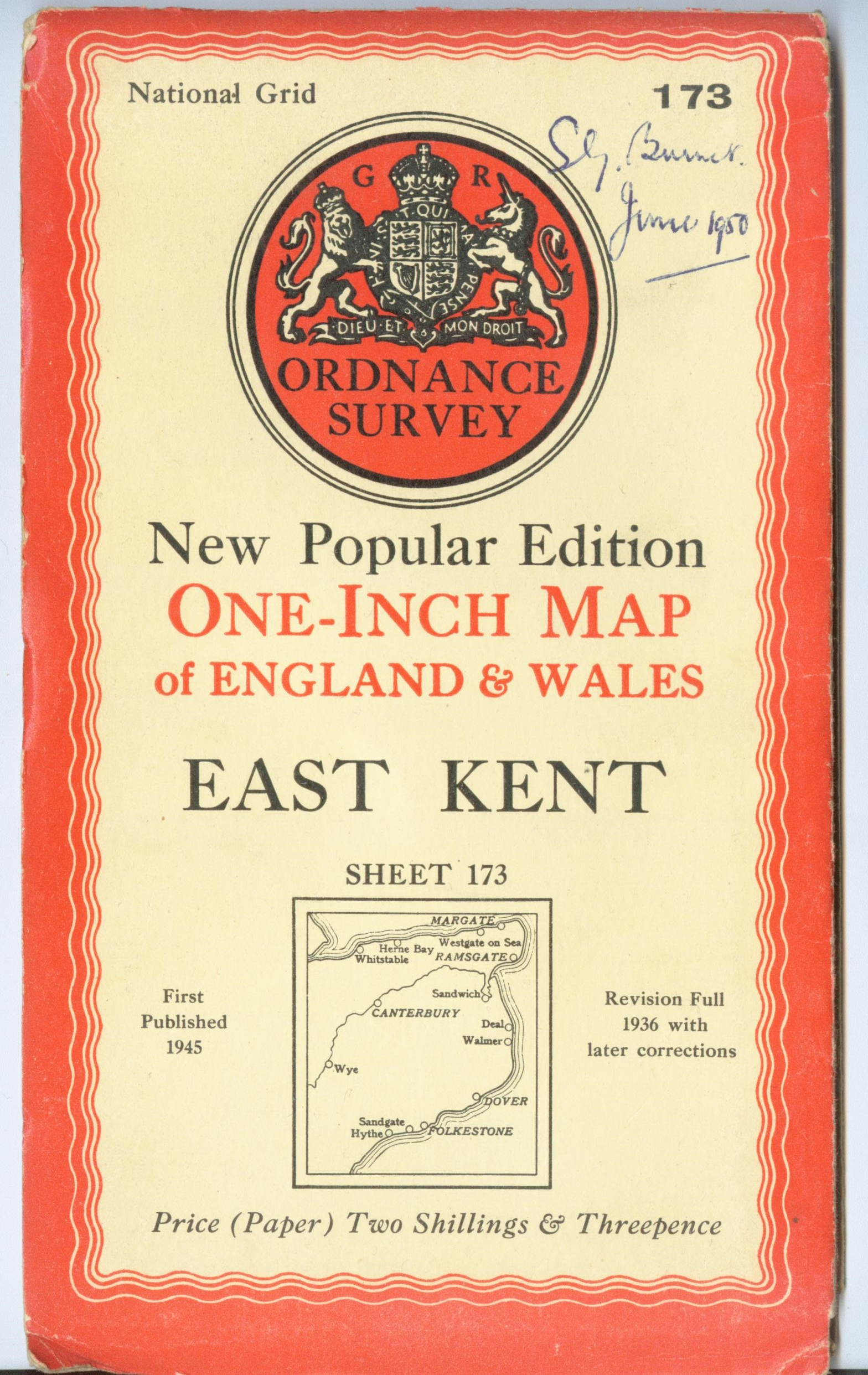
來自1945年的流行一吋對一英浬地圖書的封面

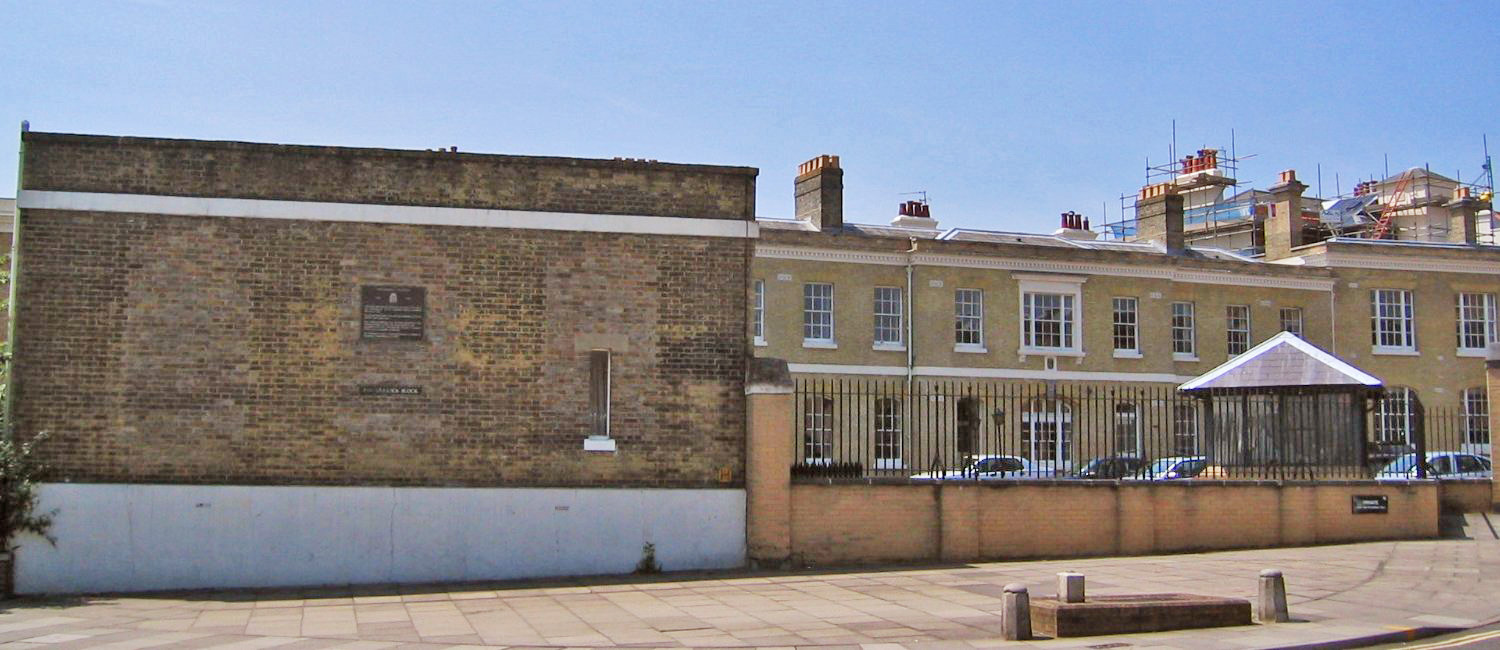
英國地形測量局在現時南普頓市中心的總部舊址。

英國地形測量局在第一次世界大戰期間協助盟國繪製法國及比利時地圖；第二次世界大戰期間更多地圖被繪製包括以下：
- 1:40,000比例，比利時安特衛普地圖
- 1:100,000比例，比利時首都布魯塞爾地圖
- 1:5,000,000比例，南非地圖
- 1:250,000比例，意大利地圖
- 1:50,000比例，法國西北部地圖
- 1:30,000比例，偕同德軍佔領軍區手稿一起的荷蘭地圖

第一次世界大戰之後，歷任英國地形測量局局長Charles Close陸軍上校，發展一套利用Ellis Martin設計封面的市場策略，試圖在康樂市場上增加地圖銷量。 其外，地形測量局總考古學官O. G. S. Crawford在1920年代開始，在使用空中攝影深入研究考古學中扮演一個卓越角色。
1935年，地形測量局內的大衛信委員會被成立檢討該局前途。 新局長Malcolm MacLeod陸軍少將開始英國三角測量點計劃，在英國各山頭止安裝混凝土三角測量柱的巨大任務。 這類新式混凝土柱供經緯儀提供無誤的固定位置，作至少三十二次多角度量度。
大衛信委員會的最終報告為英國地形測量局在二十世紀調正。 英國國家格網參考系統的成立，使用十進制標準、實驗性1:25,000比例地圖。 方格網系統的成功令新的1:50,000比例地圖取代了剩餘四十年生命的一英吋地圖。
英國地形測量局在南普頓的總部已經超用，加上二次大戰時受轟炸的損毀；需耍搬遷。 所以總部在1969年被遷移至南普頓市外圍新市鎮Maybush的Nursling至今。 而舊址大樓現今成為當地法院一部份。
1995年英國地形測量局成功完成所有23萬份地圖的電子化，令英國成為全世界首個完成地圖電子化的國家。
現今英國地形測量局由一個軍事支援組織，變為一個归属民政系统的行政機構。

## 英國地圖系列
英國地形測量局的紙品地圖產品在各大書局有售以下比例：
- 街道 (1:625,000比例) - 設計供長程道路使用者；1張深藍色封面雙頁地圖，覆蓋全大不列顛島。
- 街道/地方 (1:250,000比例) - 設計供任何道路使用者；8張綠色封面，覆蓋全大不列顛島的地圖。
- 地形(Landranger) (1:50,000比例) - 粉紅色封面通用地圖；204張覆蓋全大不列顛島及萌島。

其餘出版地圖包括多樣各比例的歷史及考古地圖，某受歡迎的旅客地圖。英國地形測量局出版一套全國地圖索引；及向專業和有需要人士提供更深入和定做的1:10,000比例和1:1,250比例地圖。

## 地圖學

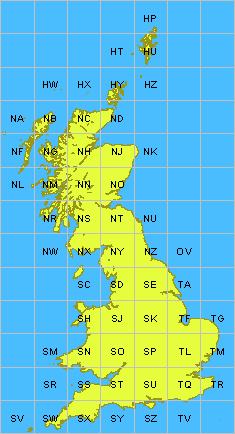
使用英國國家格網參考系統的英國地形測量圖

### 引用

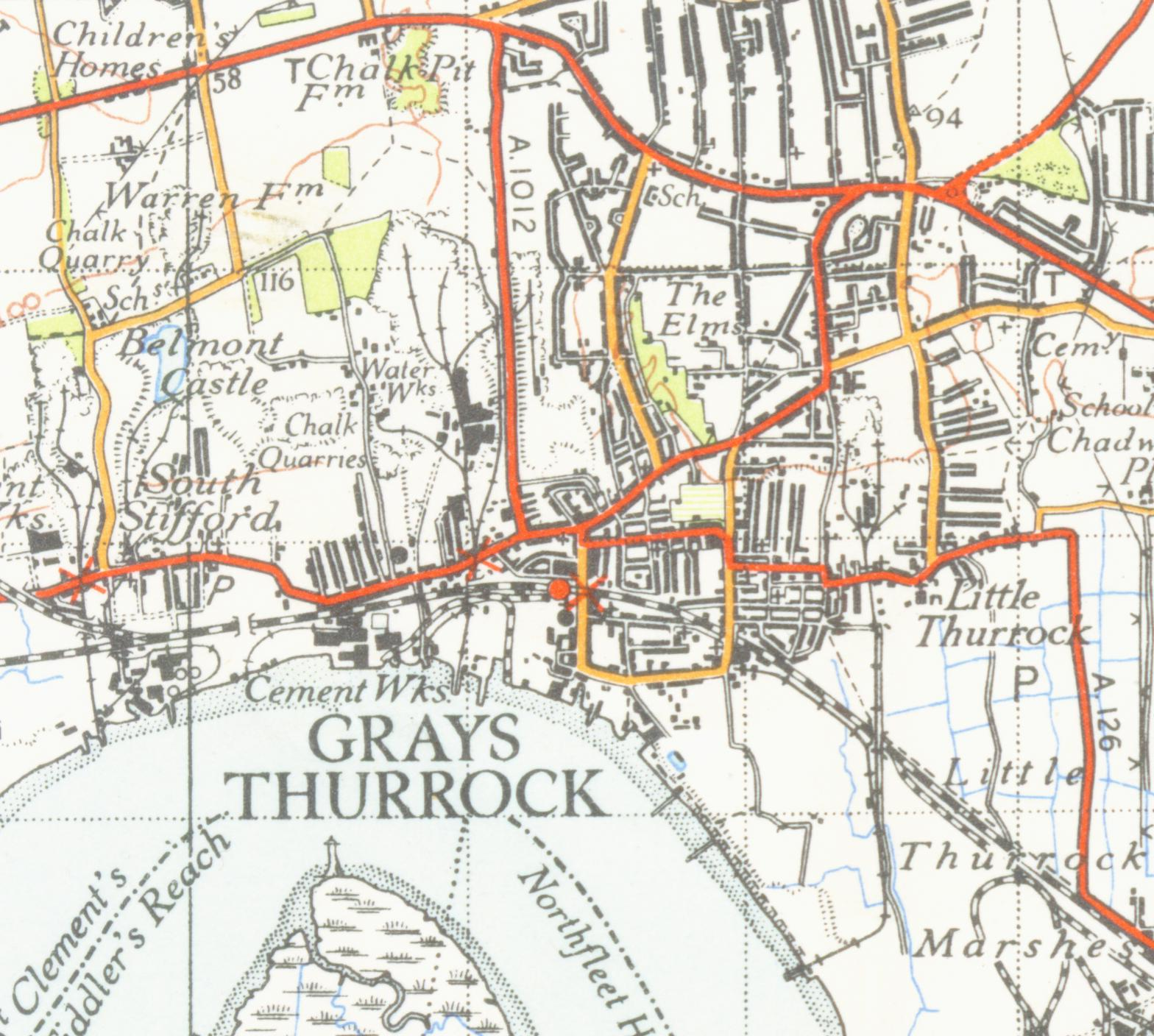
英國地形測量局繪製的地圖，比例尺為1：63360（英吋：英哩），出自1946年出版的新大眾版（New Popular Edition）地圖

1. ↑  . Ordnance Survey.   [1 April 2023]. （原始内容存档于2023-04-01）.
2. ↑  .   [2007-01-30]. （原始内容存档于2003-04-08）.

## 外部連結
- Ordnance Survey
- old-maps.co.uk （页面存档备份，存于） 19th century Ordnance Survey maps of the whole of Great Britain
- 19th century Ordnance Survey maps of Lancashire
- National GPS network information: A guide to coordinate systems in Great Britain
- OS MasterMap official site （页面存档备份，存于）
- The Guardian: Devil is in the detail as OS maps out the future by Paul Brown, March 8, 2004 （页面存档备份，存于）
- Royal Engineers Museum - Survey -origins of the Ordnance Survey
- Royal Engineers Museum - General Roy -Biography （页面存档备份，存于）
- （页面存档备份，存于） History of Ordnance Survey
- Scans of the OS Popular Edition - England and Wales (1920-30s) （页面存档备份，存于）
- Scans of the OS New Popular Edition - England and Wales (1940-50s) （页面存档备份，存于）